# 喀尔巴阡杜鹃
喀尔巴阡杜鹃（學名：Rhododendron myrtifolium）是杜鹃花科杜鹃花属常绿灌木，分布于喀尔巴阡山东部与南部以及邻近的保加利亚、马其顿山区。种加词的意思是香桃木一样的叶子。